# The Sisters Brothers (film)
The Sisters Brothers is een western en zwarte komedie uit 2018 onder regie van Jacques Audiard. De film is gebaseerd op de gelijknamige roman van auteur Patrick deWitt. De hoofdrollen worden vertolkt door John C. Reilly, Joaquin Phoenix, Jake Gyllenhaal en Riz Ahmed.

## Verhaal
In het Oregon van de jaren 1850 wordt de goudzoeker Hermann Warm achternagezeten door de gebroeders Sisters, twee beruchte moordenaars.

## Rolverdeling
| Acteur          | Personage           |
| --------------- | ------------------- |
| John C. Reilly  | Eli Sisters         |
| Joaquin Phoenix | Charlie Sisters     |
| Jake Gyllenhaal | John Morris         |
| Riz Ahmed       | Hermann Kermit Warm |
| Rutger Hauer    | The Commodore       |
| Carol Kane      | Mrs. Sisters        |
| Rebecca Root    | Mayfield            |
| Ian Reddington  | The Father          |

## Productie
In 2011 raakte bekend dat het productiebedrijf van John C. Reilly de rechten op de roman The Sisters Brothers (2011) van schrijver Patrick deWitt had gekocht en dat de acteur van plan was om zelf een hoofdrol te vertolken in de verfilming van het boek. Vier jaar later werd Jacques Audiard aangekondigd als regisseur. Voor de Fransman was het zijn eerste Engelstalige filmproductie.
In april 2016 werd Joaquin Phoenix aan het project toegevoegd. In februari werd Jake Gyllenhaal gecast. Twee maanden later werd Riz Ahmed gecast.
In mei 2017 werd bekendgemaakt dat de productie gefinancierd en uitgebracht zou worden door Annapurna Pictures, in samenwerking met het Franse productiebedrijf Why Not Productions. De opnames gingen in juni 2017 van start in de Spaanse stad Almería. Daarnaast werd er ook gefilmd in Tabernas, Navarra en Aragón.
The Sisters Brothers ging op 2 september 2018 in première op het filmfestival van Venetië.
Het is de laatste film van Rutger Hauer, die in juli 2019 overleed.